# Jardin botanique de Tunis
Le Jardin botanique de Tunis (arabe : حديقة تونس نباتية) est un jardin botanique situé dans le gouvernorat de Tunis, au nord de la Tunisie, et couvrant une superficie de huit hectares. Il est classé comme une réserve naturelle en 1996.

## Géographie
Le jardin botanique se situe dans l'enceinte de deux instituts de recherche (INRAT (ar) et INRGREF (ar)), qui relèvent du ministère de l'Agriculture et des Ressources hydrauliques ; l'accès s'effectue par la rue Hédi-Karray qui longe la ligne 2 du métro léger.

## Histoire
Un arboretum est créé à Tunis en 1880 pour étudier l'adaptation des espèces végétales et animales à l'environnement méditerranéen.
Après dix ans de fermeture, il est rouvert le 5 juin 2022 à l'occasion de la célébration de la Journée mondiale de l'environnement. Une passerelle le relie alors à la Cité des sciences voisine.

## Collections
Le jardin est partagé en plusieurs subdivisions dont une palmeraie, une collection horticole, une collection géographique (eucalyptus et casuarina), une collection botanique (acacia et gleditsia) et des placettes expérimentales (arganiers).